# Jens Krøyer
 Der er for få eller ingen kildehenvisninger i denne artikel, hvilket er et problem. Du kan hjælpe ved at angive troværdige kilder til de påstande, som fremføres i artiklen.

Jens Jakob Krøyer (født 28. december 1963 i Birkerød) er en dansk pianist, komponist, kapelmester, musiker og tekstforfatter.

## Privat
Krøyer blev student i 1982 fra Det Frie Gymnasium og påbegyndte efterfølgende studier i økonomi, jura og musikvidenskab på Københavns Universitet, som han dog aldrig har færdiggjort.[kilde mangler] I 2006 begyndte han at studere statskundskab ved Københavns Universitet og blev i 2011 kandidat og cand.scient.pol.
Fra 1993 til 2001 var han gift med Anne Herdorf, og de fik to døtre. Siden 2014 forlovet med overlærer Martha Harrison.

## Karriere
Han har i stedet arbejdet som musiker, kapelmester, komponist og tekstforfatter og er blandt andet kendt fra tv-programmet Hit med Sangen, ligesom han har været kapelmester for en række solister, herunder Amin Jensen, Tommy Kenter, Eddie Skoller, Anne Herdorf, Pallesen og Pilmark, Søren Østergaard, Dario Campeotto og Søs & Kirsten. Han har også været kapelmester ved en række revyer – Cirkusrevyen, Tivolirevyen, Rottefælderevyen, Helsingørrevyen, Nykøbing Falster Revyen og Vinterrevyen i Aalborg.
Siden 1997 har han været selvstændig med firmaet KeySound.

## Hæder
- Årets komponist ved Revyernes Revy
  - 2000
  - 2003
  - 2010
  - 2016